# هاري ريد
هاري مايسون ريد (بالإنجليزية: Harry Mason Reid)‏ (من مواليد 2 ديسمبر 1939)، محامٍ وسياسي أمريكي، شغل منصب عضو مجلس الشيوخ الأمريكي عن ولاية نيفادا من عام 1987 وحتى عام 2017. قاد ريد المؤتمر الديموقراطي لمجلس الشيوخ بين عامي 2005 و2017، وكان زعيم الأغلبية في مجلس الشيوخ في فترة سيطرة الديموقراطيين على المجلس بين عامي 2007 و2015.
بدأ ريد حياته المهنية كمدعٍ عام لمدينة هندرسون في ولاية نيفادا قبل فوزه في انتخابات مجلس النواب التشريعي لولاية نيفادا في عام 1968.  اختار مدرب الملاكمة السابق لريد، مايك أوكالاهان، ريد نائبًا له في انتخابات حاكم ولاية نيفادا في عام 1970، وعمل ريد نائبًا لحاكم ولاية نيفادا من عام 1971 وحتى عام 1975. بعد هزيمته في انتخابات مجلس الشيوخ الأمريكي وفشله في الوصول إلى منصب عمدة لاس فيغاس، شغل ريد منصب رئيس لجنة القمار في نيفادا من عام 1977 وحتى عام 1981. بين عامي 1983 و 1987 مثل ريد منطقة نيفادا الأولى الانتخابية في مجلس النواب الأمريكي.  
فاز ريد في انتخابات مجلس الشيوخ في الولايات المتحدة في عام 1986، وشغل مقعده في المجلس من عام 1987 حتى عام 2017. شغل ريد أيضًا منصب حامل السوط الديموقراطي في المجلس من عام 1999 حتى عام 2005، وخلف بعدها توم داشل في زعامة الأقلية في مجلس الشيوخ. تمكن الديموقراطيون من السيطرة على مجلس الشيوخ الأمريكي بعد انتخابات عام 2006 ، فأصبح هاري ريد بذلك زعيم الأغلبية في المجلس. شغل ريد منصب زعيم الأغلبية في مجلس الشيوخ الأمريكي خلال العامين الاخيرين من رئاسة جورج بوش الابن، والسنوات الست الأولى من رئاسة باراك أوباما. بصفته زعيم الأغلبية، ساهم ريد في تمرير تشريعات رئيسية، كقانون الرعاية الصحية الأمريكي وقانون دود-فرانك لإصلاح وول ستريت وحماية المستهلك، وقانون الانتعاش وإعادة الاستثمار الأمريكي لعام 2009. تمكن الجمهوريون من السيطرة على مجلس الشيوخ بعد انتخابات عام 2014، وشغل هاري ريد بعدها منصب زعيم الأقلية في المجلس من عام 2015 وحتى تقاعده في عام 2017.
خلف تشاك شومر هاري ريد في زعامة الحزب الديموقراطي في مجلس الشيوخ بموافقة ريد. يعد ريد واحدًا من أعضاء مجلس الشيوخ الثلاثة الذين شغلوا منصب زعيم الأغلبية في المجلس لثماني سنوات على الأقل.

## أولى سنوات حياته وعمله المبكر
وُلد هاري ريد في بلدة سيرتشلايت في مقاطعة كلارك بولاية نيفادا الأمريكية، وكان الابن الثالث بين أربعة أبناء لهاري فينسنت ريد، عامل منجم صخور، وإينيز أورينا (جاينز) ريد، التي كانت تعمل في تنظيف الملابس. في ذلك الوقت، كانت سيرتشلايت مدينة صغيرة وفقيرة. انتحر والد ريد في سن الثامنة والخمسين في عام 1972، وكان هاري حينها في الثانية والثلاثين من عمره. كانت جدته لأبيه مهجرة إنجليزية من بلدة دارلاستون في مقاطعة ستاوردشاير في إنجلترا. كان المنزل الذي نشأ فيه هاري كوخًا بلا مرحاض داخلي أو ماء ساخن أو هاتف.
لم يكن هناك أي مدرسة ثانوية في بلدة سيرتشلايت، فانتقل ريد مع عائلته للعيش في مدينة هندرسون (على بعد 40 كم من سيرتشلايت( ليتمكن من الالتحاق بمدرسة بيزيك الثانوية حيث أصبح لاعب كرة قدم وملاكمًا هاويًا. التقى ريد، خلال فترة دراسته الثانوية، بالحاكم المستقبلي لولاية نيفادا، مايك أوكالاجان، الذي كان مدرسًا في مدرسة بيزيك ومدربًا للملاكمة فيها. التحق ريد بجامعة جنوب يوتا حيث تخصص بمجالي العلوم السياسية والتاريخ، ودرس بعدها الاقتصاد في كلية التجارة وإدارة الأعمال في ولاية يوتا، ثم التحق بكلية الحقوق بجامعة جورج واشنطن حيث حصل على درجة الدكتوراه في القانون، وذلك خلال فترة عمله ضابطًا للشرطة في شرطة كابيتول الولايات المتحدة.

## مواقف وآراء
ينادي هاري ريد بتقييد حق الإجهاض، ووضعه في إطار القانون وفي حالات محددة مثل زنا المحارم، أو الاغتصاب، أو عندما تكون حياة الأم في خطر. كما يعتبر من معارضي الزواج المثلي، ومن المؤيدين لفرض المزيد من الرقابة على الأسلحة النارية. ومن أشهر مواقفه أيضا تصويته للتفويض باستخدام القوة للحرب على العراق في عام 2003، بيد أنه قال في وقت لاحق إن الحرب ليس لها جدوى طالما تحت قيادة جورج بوش.
وجه ريد الانتقادات لحملة المرشح عن الحزب الجمهوري، دونالد ترامب، بما يتعلق بتهجمه على باراك أوباما وزعمه بأنه من أصول غير أميركية، كما وانتقد مراراً جملة تعليقاته المثيرة للجدل والتي صرح بها خلال حملته الانتخابية، محملاً النواب الجمهوريين المسؤولية، حيث وصفهم بـ"الجبن الأخلاقي"، وذلك على خلفية فشلهم في وضع حد لترامب.
كما دعم ريد مشروع قانون من شأنه أن يوسع نطاق عقوبات أميركا المتعلقة بالنفط، وفرض قيود على التجارة مع القطاعات الاستراتيجية في الاقتصاد الإيراني، التي تدعم طموحاتها النووية، بالإضافة إلى ملاحقة من يهربون البضائع إلى إيران.
في 28 سبتمبر 2016، كان النائب الوحيد الذي صوّت ضد مشروع قانون العدالة ضد رعاة الإرهاب، والذي طرح في مجلس النواب الأمريكي، ويتيح لأقارب ضحايا هجمات 11 سبتمبر 2011 مقاضاة دول ينتمي إليها المهاجمون.

## روابط خارجية
- هاري ريد على موقع الموسوعة البريطانية (الإنجليزية)
- هاري ريد على موقع مونزينجر (الألمانية)
- هاري ريد على موقع إن إن دي بي (الإنجليزية)